# اردوان (پسر ویشتاسپ هخامنشی)
اردوان یا (به یونانی: آرتابانوس) پسر ویشتاسپ و برادر داریوش بزرگ بود.

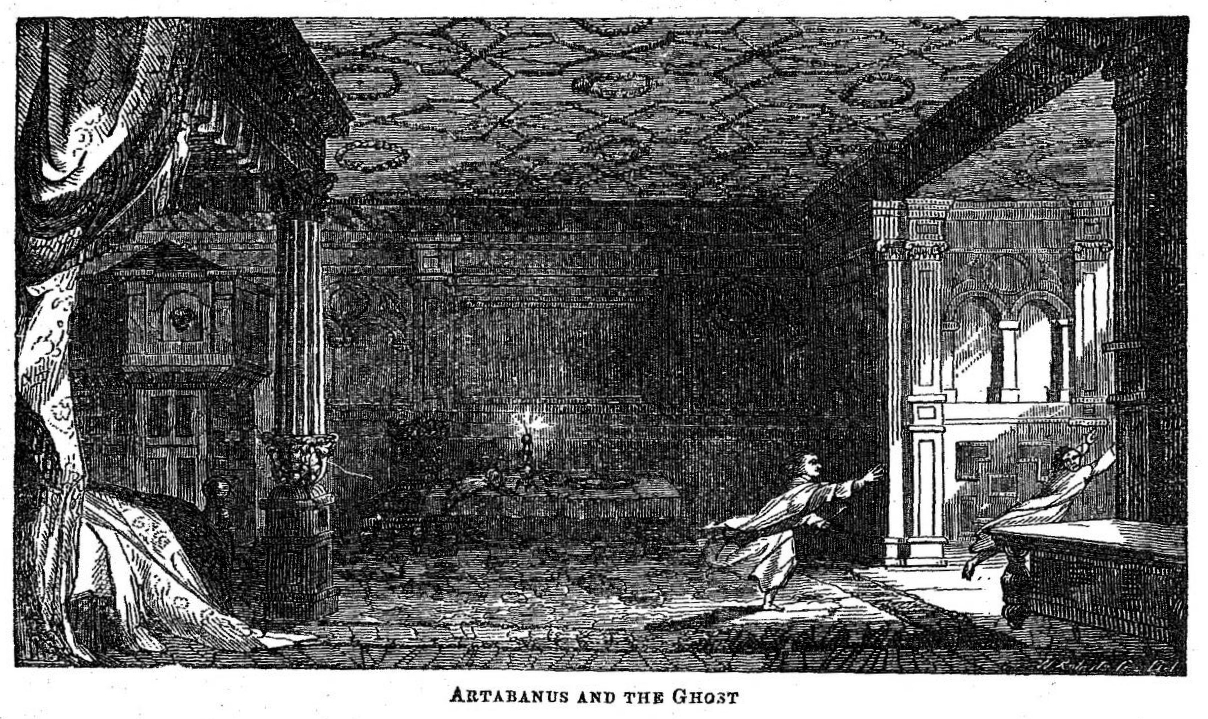
نقاشی آرتابانوس و روح، بنابر گفته‌های هرودوت مبنی بر ملاقات اردوان و یک روح که پیشنهاد حمله به یونان را به اردوان می‌دهد.

اردوان به "خردمند بزرگ" شهرت داشت. گفته شده که اردوان به برادرش داریوش توصیه کرده و گفته بود که: "برخورد با سکاهاً غیرممکن است، اما داریوش به توصیه او توجه نکرده و فرمان لشکرکشی به سرزمین سکاها را صادر نمود، اما در نهایت همان‌طور که اردوان پیش‌بینی کرده بود این لشکرکشی سود زیادی دربر نداشت و تنها موجب عقب راندن سکاها از سرزمین‌های تحت کنترل هخامنشیان شد.
به گفته هرودوت که زیاد هم قابل اطمینان نیست، روزی اردوان شبحی را مشاهده کرد که به وی پیشنهاد حمله به یونان را می‌دهد، او سپس این مطلب را با برادرزاده‌اش خشایارشا در میان گذاشته و هردو تصمیم گرفتند بدون تأخیر مقدمات حمله به یونان را فراهم کنند.
همچنین هرودوت گفته‌است که اردوان پسری به نام آرتیفیوس داشته و او در دومین تهاجم ایرانیان به یونان در (۴۸۰–۴۷۹ قبل از میلاد) شرکت داشته و یکی از سرداران خشایارشا در حمله به یونان بوده‌است.